# پسرم، پسرم، چه کرده‌ای؟
پسرم، پسرم، چه کرده‌ای؟ (انگلیسی: My Son, My Son, What Have Ye Done?) فیلمی در ژانر مهیج و درام به کارگردانی ورنر هرتسوک و تهیه‌کنندگی اریک بست است که در سال ۲۰۰۹ منتشر شد. داستان این فیلم الهام‌گرفته از ماجرای مارک یاورسکی قاتل است. هرتسوک فیلم را اینگونه توصیف می‌کند: «فیلمی ترسناک بدون خون، اره‌برقی و خونریزی اما با ترسی غریب و ناشناخته که در وجودت می‌خزد.» این فیلم محصول مشترک آمریکا و آلمان است.
این فیلم در سال ۱۹۹۵ نوشته شد ولی هرتسوک و هربرت گولدر، دیگر نویسنده این کار، نمی‌توانستند تهیه‌کننده‌ای برای ساختن آن پیدا کنند. در نهایت لینچ به انجام این کار علاقه نشان داد و قرار بود که در تابستان سال ۲۰۰۸ تولید فیلم آغاز شود اما به خاطر فیلم ستوان خبیث: بندر توقف - نیو اورلئانز از هرتسوک این کار به تأخیر افتاد. فیلم‌برداری در حوالی سن دیگو، کالیفرنیا در تاریخ مارس ۲۰۰۹ آغاز شد. هر دو فیلم در شصت و ششمین جشنواره فیلم ونیز نامزد دریافت شیر طلایی شدند که این اولین باری بود که دو فیلم از یک کارگردان در یک سال برای این جایزه نامزد می‌شدند.

## داستان
در آغاز فیلم کارآگاه هیورهرست با همکارش کارآگاه وارگاس در ماشینی در حال رانندگی است. آن‌ها تماسی دریافت می‌کنند و به سمت صحنهٔ یک قتل می‌روند. پلیس‌ها متوجه می‌شوند که قاتل که مادرش را به قتل رسانده‌است، با دو گروگان در منزل خودش قرار دارد. دو پلیس با چند سری مصاحبه با نامزد قاتل و دیگران تصویری از داستان عجیب و تیره این مرد به دست می‌آورند.

## توزیع
این فیلم در جشنواره فیلم ونیز در تاریخ ۵ سپتامبر ۲۰۰۹ برای نخستین بار به نمایش درآمد. پس از توزیع بسیار محدود فیلم در سینماها و جشنواره‌ها در ۱۴ سپتامبر ۲۰۱۰ بر روی دی‌وی‌دی توزیع شد.

## بازیگران
- مایکل شنون - برد مک‌کالم
- ویلم دفو - کارآگاه هنک هیونهرست
- کلویی سونی - اینگرید
- اودو کیر - لی مایر
- مایکل پنیا - کارآگاه وارگاس
- گریس زابریسکی - خانوم مک‌کالم
- براد دوریف - عمو تد
- لرتا دیواین - خانوم رابرتس (Miss Roberts)
- ایرما پی. هال - خانوم رابرتس (Mrs. Roberts)
- دیوید باتیستا - افسر پلیس